# نضر بن حارث

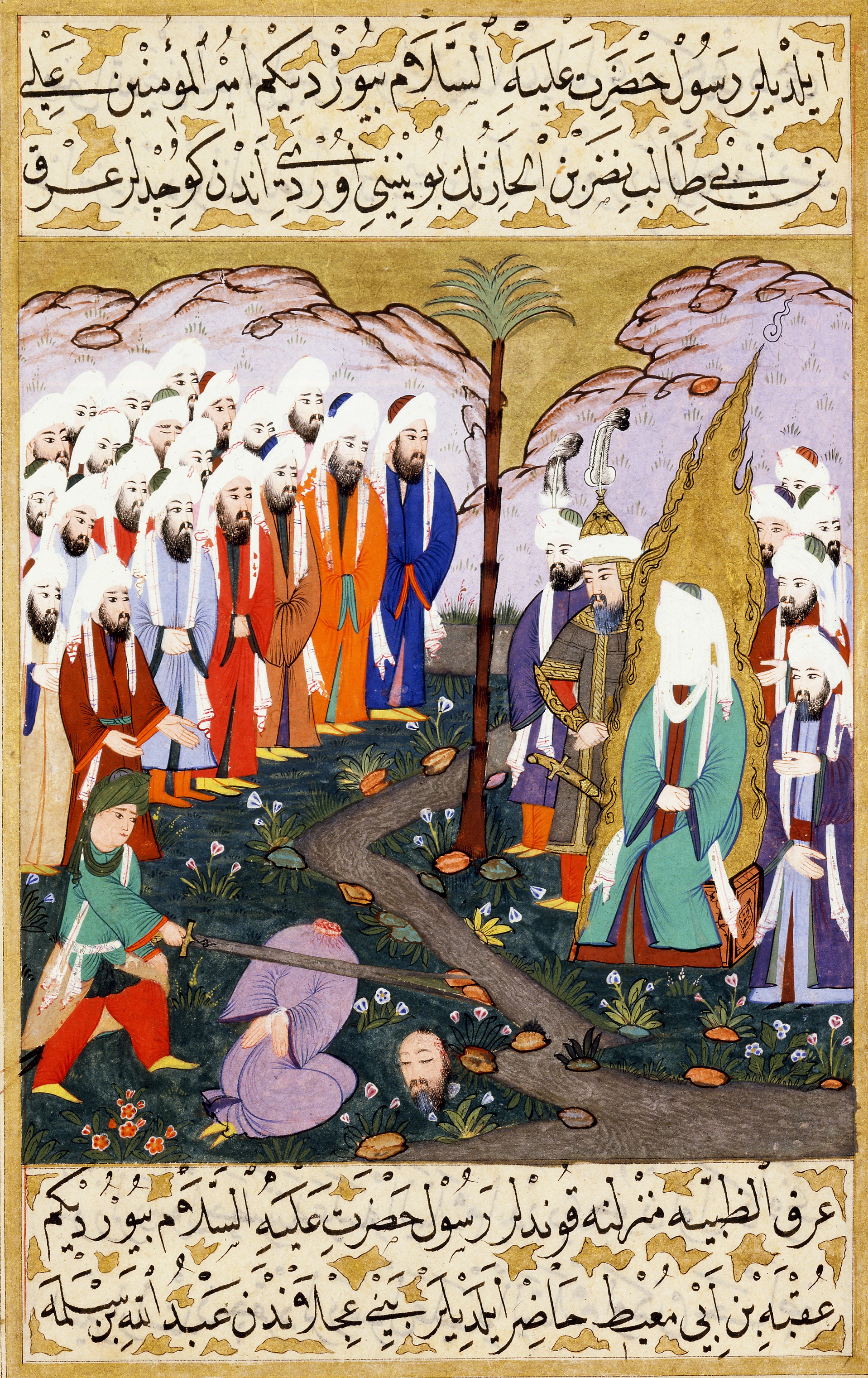
گردن‌زدن نضر بن حارث پس از غزوهٔ بدر توسط علی بن ابی‌طالب در حضور محمد بن عبدالله و اصحاب، اثر نقاش عثمان

نَضر بن حارث یکی از بزرگان عرب مکه در دورهٔ صدر اسلام و از اندک اعراب باسواد بود، که با منطقهٔ حیره در جنوب عراق ارتباط داشت و گویا به ابله و خوزیه (اهواز) نیز سفری داشته است و با خواندن داستان‌های شاهان ایرانی، مردم را از گرد آمدن به دور پیامبر اسلام برحذر می‌داشت و می‌گفت داستان‌هایی که من می‌گویم از قصه‌های پیامبر بهتر است.
ابن هشام روایت کرده که هنگامی که محمد می‌خواست تا پیروانش را با یاد خوشی هایی که برای درستکاران اندوخته شده است متأثر سازد (و شاید برای مقابله با رقیبش نضر بن حارث در مکه، که داستانهایی دربارهٔ پهلوان های ایرانی چون رستم و اسفندیار می‌گفت و شنوندگان سخنان محمد را به سوی خود می‌کشاند) بارها از اصطلاحات فارسی استفاده کرده، زیرا شکوه و تجملات زندگی درباری ایران از دیرباز در میان عرب ها مشهور بوده و به آن مثال می‌زدند.
فعالیت تبلیغاتی نضر بن حارث در بُعد قصه‌گویی و نقّالی همراه با آوازخوانی در وسعتی گسترده، مدت‌ها استمرار داشت. تا آنجا که ابن‌عباس می‌گوید: هشت آیه از آیات قرآن کریم در مذمت و نکوهش او نازل شده است؛ به‌ ویژه آیاتی که به اساطیر الاولین اشاره دارد، خطابش را قصه‌گویی مزبور ذکر کرده‌اند. برخی مفسّران، آیهٔ ۹۳ سوره انعام را که در آن آمده است: «کسی گفت من هم همانند آنچه خدا فرو فرستاده نازل خواهم کرد»، اشاره به او و ادعاهایش می‌دانند. به قولی ۸ آیه از سوره قلم و نیز آیات ۳ و ۴ سورهٔ حج یا ۵ و ۶ سورهٔ فرقان در مذمت نضربن حارث نازل گردیده است:
َوَمِنَ النَّاسِ مَن یَشْتَرِی لَهْوَ الْحَدِیثِ لِیُضِلَّ عَن سَبِیلِ اللَّهِ بِغَیْرِ عِلْمٍ وَیَتَّخِذَهَا هُزُوًا أُوْلَئِکَ لَهُمْ عَذَابٌ مُّهِینٌ (لقمان ۶): از مقاتل و کلبی روایت شده است که: نضربن حارث به طریق تجارت به جانب ملک عجم (پارس) رفته بود و قصه رستم و اسفندیار و بهرام گور خریده در مجامع قریش به نوعی به گوش ایشان می‌رسانید که شیفته و فریفته می‌شدند و به جهت سرگرم شدن به آن، قرآن را فرو می‌گذاشتند و نضر بن حارث بر وجه عناد و انکار می‌گفت که اگر محمد از قصه عاد و ثمود و عظمت ملک سلیمان و داوود نبی خبر می‌دهد، من از وسعت مملکت و وفور ابهت ملوک عجم و اکاسره (کسری‌ها) و قیاصره (قیصرها) سخن می‌گویم.
در جنگ بدر اکبر، ابن حارث اسیر شد، محمّد تا او را دید دستور قتل داد، و علی بن ابیطالب گردن او را زد.